# Gitksan
Le gitksan (ou gitxsan) est une langue tsimshianique parlée au Canada, le long de la vallée de Skeena en Colombie-Britannique par 523 personnes en 2018.

## Écriture
| a  | aa | b  | d | e  | ee | g  | g̱ | gw | h  | hl  | i  | ii  | j | k  | k’ | ḵ  | ḵ’ | kw | kw’ | l | ’l | m |
| ’m | n  | ’n | o | oo | p  | p’ | s | t  | t’ | tl’ | ts | ts’ | u | uu | w  | ’w | x  | x̱  | xw  | y | ’y | ’ |

## Phonologie

### Voyelles
Comme en nisgha, les voyelles du gitksan se différencient selon trois critères : longues, courtes accentuées et courtes inaccentuées. Les voyelles centrales n'apparaissent qu'inaccentuées en position finale. Les voyelles courtes accentuées sont antérieures et postérieures.
|         | Antérieure    | Centrale | Postérieure   |
| ------- | ------------- | -------- | ------------- |
| Fermée  | i [ɪ] iː [iː] |          | u [ʊ] uː [ʊː] |
| Moyenne | eː [ɛː]       | ə [ə]    | o [ɔ] oː [ɔː] |
| Ouverte | a [æ] aː [æː] | a [ɐ]    |               |

### Consonnes
|               |                | Bilabiale | Dentale  | Latérale | Palatale | Vélaire   | Uvulaire | Glottale |
| ------------- | -------------- | --------- | -------- | -------- | -------- | --------- | -------- | -------- |
| Occlusives    | Sourdes        | p [p]     | t [t]    |          |          | k [k]     | q [q]    | ʔ [ʔ]    |
| Occlusives    | Glottales      | pʼ[pʼ]    | tʼ[tʼ]   |          |          | kʼ [kʼ]   | qʼ [qʼ]  |          |
| Occlusives    | Labiales       |           |          |          |          | kʷ [kʷ]   |          |          |
| Occlusives    | Lab.-glottales |           |          |          |          | kʼʷ [kʼʷ] |          |          |
| Fricatives    | Simples        |           | s [s]    | ɫ [ɫ]    |          | x [x]     | χ [χ]    | h [h]    |
| Fricatives    | Labiales       |           |          |          |          | xʷ [xʷ]   |          |          |
| Affriquées    | Sourdes        |           | c [t͡s]   |          |          |           |          |          |
| Affriquées    | Glottales      |           | cʼ [t͡sʼ] | ʎʼ [t͡ɫʼ] |          |           |          |          |
| Nasales       | Simples        | m [m]     | n [n]    |          |          |           |          |          |
| Nasales       | Glottales      | mʼ [mʼ]   | nʼ [nʼ]  |          |          |           |          |          |
| Liquides      | simples        |           |          | l [l]    |          |           |          |          |
| Liquides      | Glottales      |           |          | lʼ [lʼ]  |          |           |          |          |
| Semi-voyelles | simples        | w [w]     |          |          | y [j]    |           |          |          |
| Semi-voyelles | Glottales      | wʼ [wʼ]   |          |          | yʼ [jʼ]  |           |          |          |